# Salkowskijev test
Salkowskijev test, ponekod tudi kot Salkowski test, je kvalitativni kemijski test, ki se uporablja za dokazovanje prisotnosti holesterola in drugih sterolov. Ta biokemijska metoda je svoje ime dobila po nemškem biokemiku Ernstu Leopoldu Salkowskiju, ki je znan predvsem po številnih novih testih, uporabljenih za detekcijo različnih molekul (poleg holesterola in drugih sterolov tudi kreatinina, ogljikovega monoksida, glukoze in indolov). Raztopina s pozitivno reakcijo Salkowskijevega testa se obarva rdečkasto z rumenim sijajem.

## Osnovne informacije

### Postopek
Za izvajanje Salkowskijevega testa so potrebni vzorec, ki ga želimo testirati za sterole, kloroform in koncentrirana žveplova kislina. Metoda se lahko izvede tako, da se v epruveto s kloroformom (denimo 2 mililitra) prilije (ali odpipetira) 2 mililitra izbranega vzorca, nakar se tako pripravljeni raztopini ob robu epruvete s kapalko doda 2 mililitra koncentrirane žveplove (VI) kisline. Raztopino se zatem s pomočjo tresenja zmeša. Ključno je, da se pri postopku uporablja zgolj suho steklovino, ker pride do dehidracijske reakcije.
Pozitivno reakcijo test pokaže tako, da gornji sloj (kloroform) v epruveti dobi modrikasto rdečo do vijolično barvo, medtem ko se plast žveplove kisline obarva rumeno do zeleno (viden je zelenkast sijaj). Pri negativni reakciji spremembe barve raztopine ni (prozorna raztopina ohrani svojo prozornost).
Salkowskijev test se lahko uporabi tudi za dokazovanje prisotnosti indolov (kristaličnih alkaloidov, ki nastajajo pri razpadu beljakovin, vsebujočih triptofan). V takšnem primeru se vzorcu doda dušikova kislina in 2-odstotni kalijev nitrit, na pozitivno reakcijo test opozori z rdečim obarvanjem.

### Kemizem testa
Dodatek močno higroskopne žveplove kisline vzorcu holesterola, raztopljenega v kloroformu, vodi v dehidracijsko reakcijo (dve vodni molekuli se odstranita iz dveh molekul holesterola) in tvorbo dodatnih (alkenskih) dvojnih vezi. Med kemijsko reakcijo se med seboj povežeta dva sterola in nastane bisterol (bisteroid); v primeru holesterola bi-holestadien. Rdeča barva raztopine je posledica bisulfonske kisline, ki nastane kot produkt biholestadiena, ki ga sulfonira žveplova kislina.